# TKS (Tankette)
Die Tankette TKS war eine verbesserte Version der polnischen Tankette TK-3 aus der Zeit vor dem Zweiten Weltkrieg.

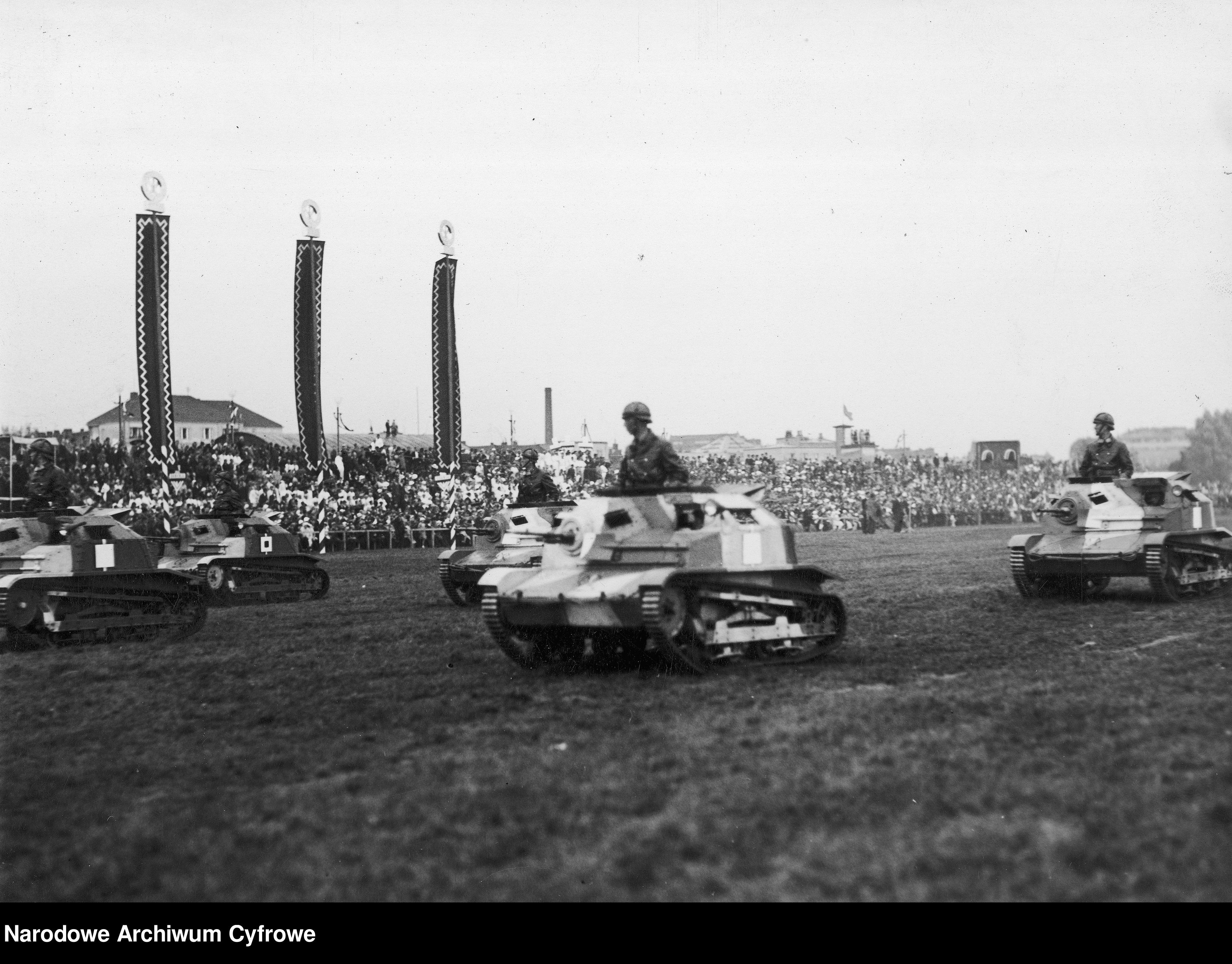
TKS-Tanketten während der Parade zum zweiten Weltkongress der Auslandspolen in Warschau, 1934

## Entwicklung
Im März 1933 wurde eine verbesserte Version der Tankette TK-3 entwickelt, Tankette TKS. Die Fahrzeuge wurden in den Fabriken der Staatliche Ingenieurbauwerke (polnisch: Państwowe Zakłady Inżynierii, kurz: PZInż.) von einem Team unter der Leitung des Ingenieurs Edward Habich gebaut. Die wichtigsten Änderungen waren:
- aerodynamischere Form des vorderen Rumpfes
- Austausch des Motors
- Einbau eines Periskops für den Kommandanten
- verbesserte Panzerung
- Verbesserung der elektrischen Anlage
- Verbesserungen am Fahrwerk
- neue Unterbringung des MG.

Um die TKS exportieren zu können, wurden im Ausland mehrere Werbungsversuche unternommen. Ein Werbebesuch in Rumänien im September 1934, bei dem eine ganze TKS-Kompanie und ein Zug von TK-3- und FT-Panzern als Eisenbahn-Draisinen vorgeführt wurden, zeigte allerdings keine Wirkung. Ein Vertrag kam jedoch nur mit Estland zustande und war der einzige Fall eines Exports von Fahrzeugen polnischer Bauart vor dem Krieg.
Während des Spanischen Bürgerkriegs war die spanische republikanische Regierung am Kauf von 80 Tanketten interessiert, aber aufgrund der offiziellen polnischen Politik der Nichteinmischung, die vom Völkerbund unterstützt wurde, kam es zu keinem Geschäft. Es gibt einige Informationen des polnischen Geheimdienstes aus dem Jahr 1937, die besagen, dass die Republikaner eine Gruppe polnischer Tanketten besaßen, aber das ist mit ziemlicher Sicherheit nur ein Gerücht (wenn man bedenkt, dass es keine Hinweise auf ein Geschäft mit Tanketten gab, ist es unwahrscheinlich, dass sie von den Forschern des Spanischen Bürgerkriegs bisher nicht bemerkt wurden). Trotz der Nichteinmischungspolitik lieferte Polen während des Konflikts inoffiziell einige Waffen an die republikanische Seite, unter anderem eine Gruppe veralteter FT-Panzer, Geschütze und Kleinwaffen. Andererseits lieferte Polen veraltete Kampfflugzeuge PWS-10 an Franco.

## Produktion
Der Prototyp der TKS-Tankette hatte die Seriennummer 1160. Dieser war ursprünglich ein TK-3 und wurde zu einem TKS umgerüstet.
Die ersten 20 Vorserienmodelle bestanden aus Weichstahl und hatten die Seriennummern 1492–1511.
Die Serienproduktion der Tanketten TKS begann im Jahr 1934. Die Seriennummern dieser Fahrzeuge lauteten 1512–1594, 1597–1682, 1702–1764, 1799–1814 und 8890–8910.
Es wurden insgesamt 282 Fahrzeuge hergestellt, Prototypen und Vorserienmodelle mitgezählt. Von der kampfwertgesteigerten Version mit der 20 mm Nkm wz.38 FK wurden vor 1939 etwa 23–25 Fahrzeuge umgerüstet.

## Technische Beschreibung
Die ersten 82 TKS wurden mit einem 6-Zylinder Polski Fiat-122 AC Motor ausgerüstet. Dieser hatte 42 PS bei 2.600/min und einem Hubraum von 2.516 cm³. Ab der 83. TKS-Tankette erhielten die Fahrzeuge den verbesserten 6-Zylinder Polski Fiat-122 BC Motor. Dieser lieferte 46 PS bei ebenfalls 2.600/min und einem Hubraum von 2.952 cm³. Das Getriebe war mechanisch und die hatte vier Vorwärts- und einen Rückwärtsgang. Um das Fahrzeug wenden zu können, wurde eine Kettenseite abgebremst.
Am Laufwerk und an der Aufhängung wurden verstärkte Schienen verarbeitet, was die Haltbarkeit bei Fahrten im Gelände erhöhte. Die Wat-Tiefe betrug 50 cm und Gräben mit einer Breite von 100 cm konnten überwunden werden. Für Langstreckenfahrten hatten die TKS zusätzlich noch ein besonderes System. Für die TKS gab es zusätzliche Fahrwerke mit LKW-Reifen, die unter die Tankette gefahren werden konnten. Dann wurden die Ketten des TKS (oder auch TK-3) entfernt und das Treibrad per Riemen mit den Fahrwerk-Achsen verbunden. So konnten die gummibereiften Räder des Fahrwerkes als Straßenfahrwerk genutzt werden.
Um der Besatzung genügend Schutz bieten zu können, wurde die Panzerung angepasst. Waren es bei den ersten 82 TKS noch vorne 6–10 mm, seitlich und hinten 5–8 mm, oben 3–-6 mm und unten 4 mm, so waren es ab der 83. Tankette vorne 8–10 mm, seitlich und hinten 8 mm, oben 3–6 mm und unten 5 mm. Dadurch konnten gewöhnliche Gewehrgranaten und Panzerabwehrgranaten ab 200 m Entfernung abgewehrt werden. Damit der Kommandant die Panzerung nicht verlassen musste, wurde ein neuartiges Beobachtungs-Periskop eingebaut. Entworfen von Ingenieur Rudolf Gundlach brachte dies eine verbesserte Geländebeobachtung und konnte 360° gedreht werden, wobei der Kommandant seinen Kopf selber nicht drehen musste.

## Varianten
- Drezyna pancerna TK

Im Jahr 1932 wurde der Prototyp einer gepanzerten Draisine TK (polnisch: drezyna pancerna TK) entwickelt welche es dem TKS ermöglichte, auf Schienen fahren zu können. Die Tests erbrachten positive Ergebnisse, allerdings zeigte sich bei diesem Einsatz der TKS-Fahrzeuge ein weiterer Nachteil. Das Schussfeld war sehr klein, da das Maschinengewehr fest in der Wanne verbaut war und wenig Spielraum nach rechts und links hatte. Ein Panzerkampfwagen auf einem Schienenstrang konnte mehr oder weniger nur geradeaus feuern, um seitwärts zu feuern, musste der TKS vom Schienenstrang wieder herunter fahren.
Die Draisine verfügte über einen hydraulischen Mechanismus zum Anheben der Tankette und eine Rampe zum Entladen. Die Tankette konnte auf- und abgesetzt werden, ohne dass die Besatzung das Fahrzeug verlassen musste. Bis 1939 wurden etwa 50 Draisinen hergestellt. Ein Teil der Tanketten TK-3 und TKS (mindestens 20), die als gepanzerte Draisinen eingesetzt wurden, waren mit einem Kurzstreckenfunkgerät RKB/C ausgestattet. Sie unterschieden sich durch zwei zusätzliche Kästen mit Geräten auf den vorderen oder hinteren Kotflügeln, eine lange, klappbare Antenne auf der rechten Seite und einige kleinere Änderungen in der äußeren und inneren Ausstattung.
- TKS mit 20-mm-Kanone

Da die Bewaffnung des TKS-Panzers als unzureichend angesehen wurde, wurde Anfang 1939 beschlossen, 250 Panzer (TK-3 und TKS kombiniert) mit einer 20 mm Nkm wz.38 FK polnischer Bauart aufzurüsten. Bis Dezember 1939 sollten 50 TK-3 und 60 TKS-Tanketten umgerüstet werden. Die Gesamtzahl der für die Wiederaufrüstung vorgesehenen Panzer betrug 70 TK-3 und 80 TKS. Dieser Zyklus sollte bis Ende Februar 1940 abgeschlossen sein. Wie viele Panzer genau umgerüstet wurden, ist nicht bekannt. 23 TKS wurden jedoch bis zum 15. Juli 1939 zur Modernisierung geliefert.
- TKS-B

Die Arbeiten an einem leichten Artillerietraktor auf der Basis der TKS-Tankette (später C2P-Traktor) zeigten, dass das TKS-Fahrgestell und das Lenksystem für das Ziehen von Geschützen ungeeignet sind. Die erste Verbesserung des Traktors war die Verlängerung der Aufhängung, indem die hinteren Laufräder vergrößert wurden, so dass sie auch als letzte Räder dienten. Sowohl die TK- als auch die TKS-Tanketten konnten dank eines Differentialmechanismus durch einfaches Abbremsen einer Spur wenden. 1935 beschlossen die polnischen Konstrukteure, das Getriebe des Traktors mit seitlichen Kupplungen auszustatten. Gleichzeitig wurden diese Verbesserungen in einer 1936 umgebauten TKS-Tankette erprobt – es handelte sich um das Fahrzeug mit der Nummer 1510 aus der ersten Serie, welches aus Weicheisenblech gefertigt war. Der Umbau wurde als TK-SB oder TK-S-B (für sprzęgła boczne = Seitenkupplungen) bezeichnet – eine etablierte Form in modernen Publikationen ist jedoch TKS-B.
Die TKS-B nahm im Juni–Juli 1936 an einer Testfahrt auf einer Strecke von 1.464 km teil. Bei den Versuchen war die Durchschnittsgeschwindigkeit um 5 km/h höher als die der TKS, sowohl auf der Straße als auch im Gelände. Außerdem war das Fahrzeug leichter zu lenken und verbrauchte weniger Kraftstoff. Ein längeres Fahrgestell verbesserte die Überquerungsfähigkeit. Die Traktionsleistung wurde erheblich verbessert und die Versuche waren erfolgreich, aber die Produktion des TKS lief zu diesem Zeitpunkt aus und galt nicht mehr als modernes Kampffahrzeug. Man schätzte, dass ein Umbau bis zu 10.000 Złoty kosten würde. Aus diesem Grund wurde am 17. September 1936 der Umbau der produzierten TKS-Tanketten als unsinnig erachtet. Das Schicksal des Prototyps TKS-B ist unbekannt.
- TKS-D

Die Version TKS-D war mit einer 37-mm-Bofors-Panzerabwehrkanone ausgerüstet. Von dieser Version gab es zwei Prototypen.→ siehe Hauptartikel TKS-D
- ciągnik 2t polska

Auf dem Fahrgestell der TKS wurde ein Artillerieschlepper mit dem Namen C2P entwickelt. → siehe Hauptartikel C2P

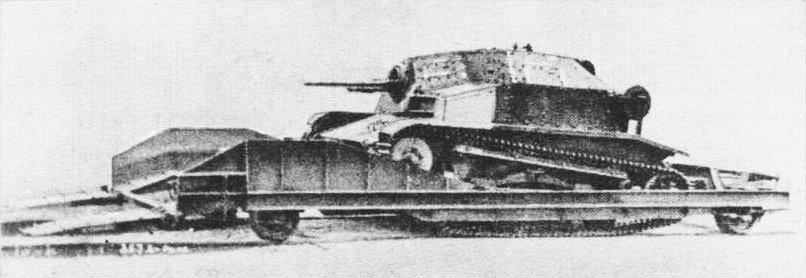
Gepanzerte Draisine Typ TKS.
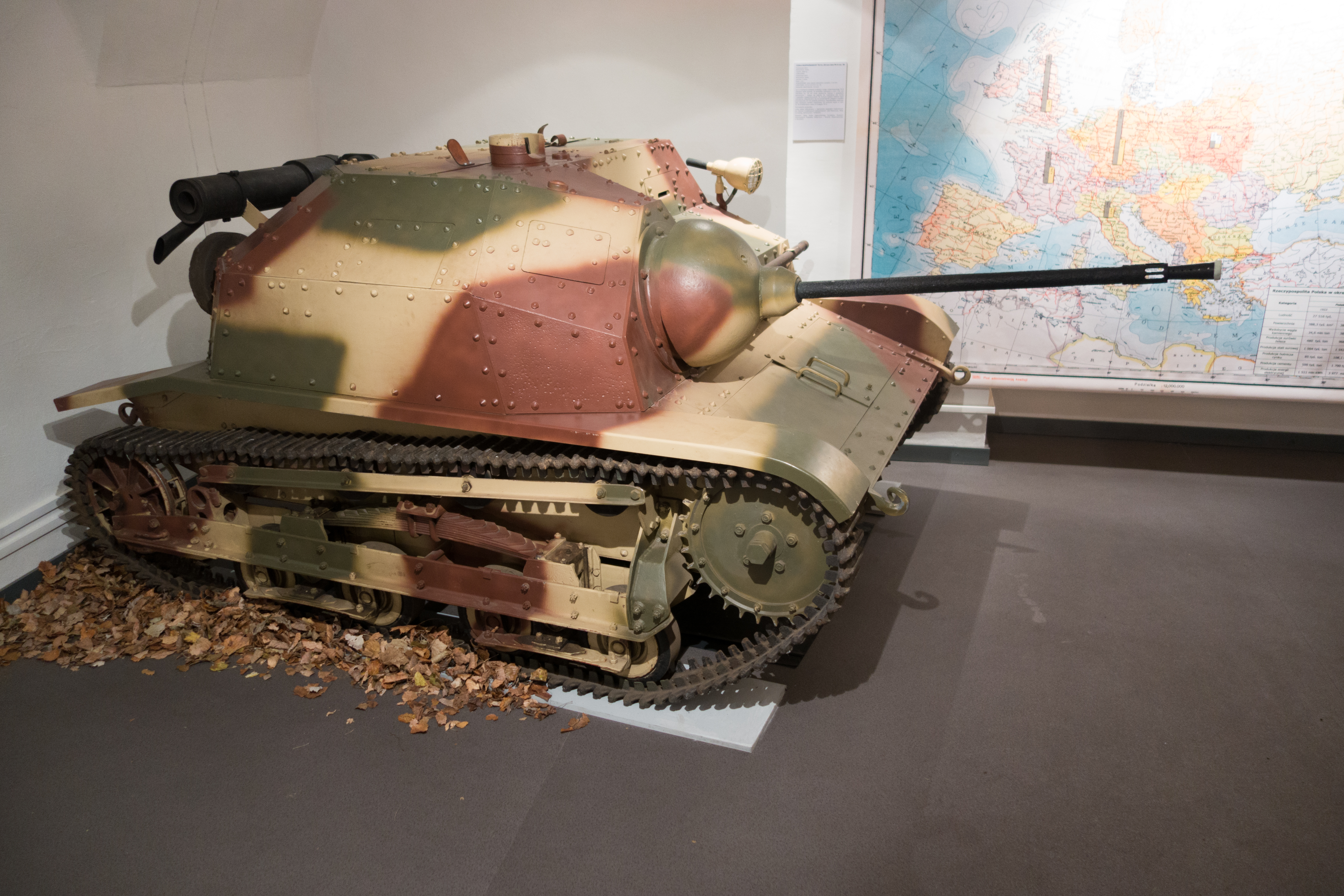
TKS mit der 20 mm Nkm wz.38 FK.
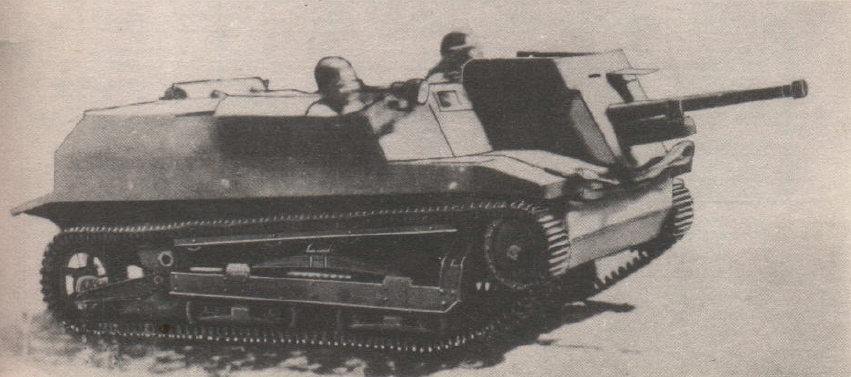
Prototyp des TKS-D
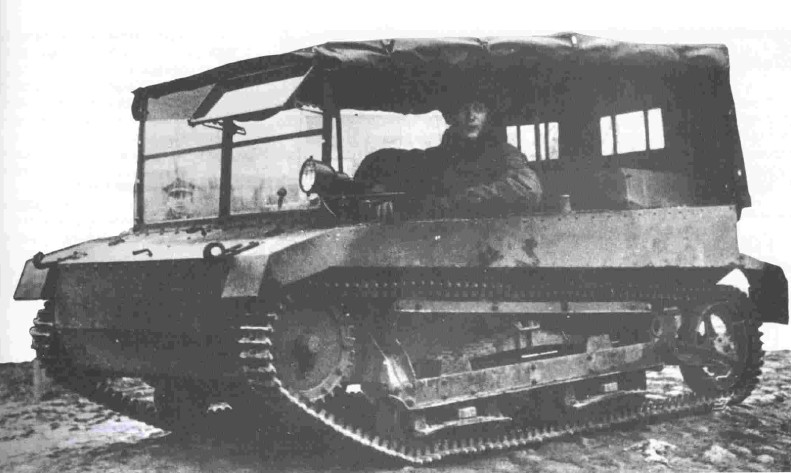
Artillerieschlepper C2P.

## Einsatz

### TKS in der polnischen Armee
Im September 1939 verfügten die folgenden gepanzerten und motorisierten Divisionen der polnischen Armee über jeweils dreizehn TKS-Tanketten:
- 21. Panzerstaffel
- 31. Panzerstaffel
- 32. Panzergeschwader
- 33. Panzergeschwader
- 61. Panzergeschwader
- 62. Panzergeschwader
- 11. Aufklärungspanzerkompanie (vier mit 20-mm-Kanone)
- 31. Unabhängige Spähpanzerkompanie
- 32. Unabhängige Spähpanzerkompanie
- 61. Unabhängige Spähpanzerkompanie
- 62. Unabhängige Spähpanzerkompanie
- 63. Unabhängige Spähpanzerkompanie
- Aufklärungspanzergeschwader der Warschauer Panzer-Motor-Brigade (vier mit 20-mm-Kanone)

Die Wirksamkeit der mit der 20 mm Nkm wz.38 FK bewaffneten TKS-Tanketten gegen die deutschen Panzer beschrieb General Franciszek Skibiński in seinem Bericht über die Ereignisse, die sich am 9. September während der Verteidigung von Łańcut abspielten. Dort hatte die 101. Spähpanzerkompanie einige TKS unter dem Kommando von Leutnant Zdzisław Ziemski zur Unterstützung des Aufklärungsgeschwaders verlegt:
.
„Die TKS bewegten sich, zunächst in Kolonne, die Straße hinauf und warfen Staubwolken auf. Einige hundert Meter vor dem Dorf bildeten sie eine Linie zu beiden Seiten der Straße. Dann sahen die Deutschen offenbar den Gegenangriff, das Feuer nahm rapide zu. Die langsamen, bassigen Serien der Nkm wz.38 FK, mit denen die TKS-Panzer bewaffnet waren, ertönten. Was für ein wunderbares Erlebnis – der Anblick des deutschen Rückzugs! Erst ein, dann ein zweiter und dann ein dritter deutscher Panzer rollte sich sichtlich zusammen und stand still. Die Besatzungen sprangen direkt unter Maschinengewehrfeuer heraus. Schwarze Silhouetten tauchten auf dem Hügel östlich von Albigowa auf und begannen, auf das Dorf zuzurollen – es waren die Lanzenreiter des Aufklärungsgeschwaders, die angriffen und ihre früheren Positionen zurückeroberten. Der Gegenangriff war ein unbestreitbarer Erfolg, wie ein erfolgreicher Kavallerieangriff.“ – General Franciszek Skibiński.

.
Der Zugoffiziersanwärter Edmund Roman Orlik befehligte sehr erfolgreich eine TKS-Tankette mit der 20 mm Nkm wz.38 FK. Er gilt als das erste polnische Panzerass der Geschichte. Während des deutschen Angriffs auf Polen 1939 zerstörte er 13 gegnerische Panzer. Dennoch erlitten die polnischen Tanketten-Einheiten schwere Verluste, da sie häufig wie Panzereinheiten eingesetzt wurden und den deutschen Panzerkampfwagen weit unterlegen waren.

### TKS in der estnischen Armee

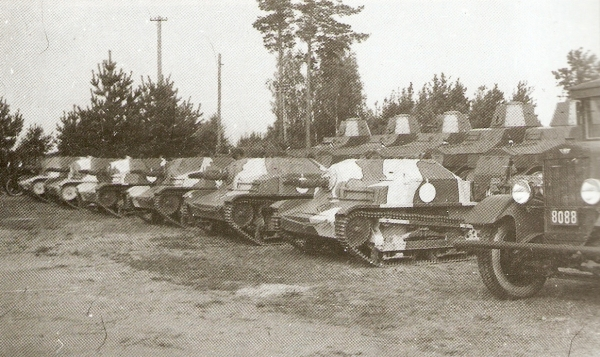
Estnische TKS-Tanketten.

Am 6. November 1934 bestellte Estland sechs Tanketten TKS (ein kompletter Zug) mit zwei Hilfsanhängern als Ergebnis eines Werbebesuchs des polnischen Panzerkampfwagenzuges im August 1934 (der Preis betrug 300.654 Złoty für die Panzerkampfwagen, 313.774 Złoty mit Teilen und Ausrüstung). Die Fahrzeuge wurden Anfang 1935 ausgeliefert. Trotz ihres begrenzten Kampfwertes waren die Tanketten in der zweiten Hälfte der 1930er Jahre die einzigen modernen estnischen Panzer. Sie waren in polnischer Frühtarnung lackiert, die aus hellblaugrauen, sandgelben und olivgrünen Flecken bestand, die durch dünne schwarze Streifen voneinander getrennt waren.

### TKS in der sowjetischen Armee
Die Sowjetunion beschlagnahmte beim Einmarsch in die polnischen Ostgebiete am 17. September 1939 eine Reihe von polnischen Tanketten, aber Einzelheiten und Zahlen sind nicht bekannt. Einige russische Autoren schätzen die Zahl aller erbeuteten polnischen Fahrzeuge auf über 30, wobei die Tanketten mindestens die Hälfte davon ausmachten. Die Sowjets erbeuteten auch die estnischen Tanketten. Einigen Quellen zufolge wurden die Tanketten für die Ausbildung in den neu gebildeten mechanisierten Korps in den sowjetischen Westgebieten verwendet (zum Beispiel wurden im 12. mechanisierten Korps 6 TKS und 17 Panzer Vickers oder 7TP gemeldet). Einige von ihnen und ehemalige estnische Fahrzeuge nahmen im Sommer 1941 an Abwehrkämpfen während des Unternehmens Barbarossa teil.

### TKS in der Wehrmacht

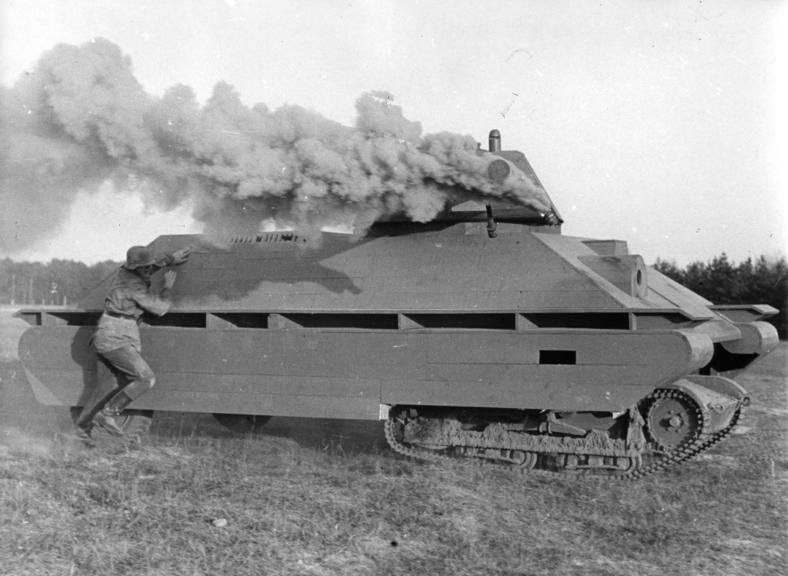
TKS bei der Ausbildung zur Panzer-Nahbekämpfung.

Nach dem Überfall auf Polen 1939 erbeuteten die Deutschen einen Großteil der polnischen Panzerwagen; nur ein Bruchteil wurde durch polnische Kräfte nach Ungarn zurückgezogen oder von den Sowjets beschlagnahmt. Ein Teil der erbeuteten Tanketten wurde zerstört (oft verbrannt), aber viele waren nur beschädigt, defekt oder sogar intakt und wurden aus Mangel an Treibstoff aufgegeben. Da 1939 jedes gepanzerte Fahrzeug eine Stärkung der Kampfkraft der Wehrmacht darstellte und man sich mit England und Frankreich im Kriegszustand befand, wurde bereits am 14. Oktober 1939 durch den Generalquartiermeister Qu 3 die Weisung erteilt, dass alle fahrbereiten polnischen Panzerkampfwagen ans Heereszeugamt Magdeburg zu senden wären. Insbesondere Tanketten und 6-Tonnen-Panzerkampfwagen. Offensichtlich wurden einige von ihnen sofort als Hilfsfahrzeuge in verschiedenen Einheiten in Dienst gestellt. Später wurde ihr Einsatz besser organisiert.
Von Ende 1940 bis 1941 wurden die Tanketten in Werkstätten in Łódź (damals: Litzmannstadt) repariert. Die genaue Zahl der von den Deutschen reparierten oder eingesetzten Fahrzeuge ist nicht bekannt und kann nicht einmal geschätzt werden (eine vorsichtige Schätzung würde zwischen 50 und 100 Tanketten oder sogar mehr liegen). Das zahlreichste Modell im deutschen Dienst war die TKS mit der Bezeichnung: l Pzkpfw TKS (p) (leichter Panzerkampfwagen TKS, „p“ für polnisch). Sie wurden als Hilfsfahrzeuge eingesetzt – hauptsächlich als leichte Panzerschlepper für die Artillerie oder zur Sicherung und Bekämpfung von Partisanen. Einige TKS wurden auch von der Luftwaffe zum Schutz von Flugplätzen eingesetzt. Auch in Finnland und Frankreich waren sie zu finden. Einsätze in regulären, deutschen Kampfeinheiten sind nicht belegt.
Neben den auf verschiedene Einheiten verteilten Tanketten wurde am 12. Juni 1940 in Polen eine ausschließlich mit polnischen Tanketten und 7TP-Panzern ausgerüstete Sicherheitseinheit geschaffen, die „Leichte Panzerkompanie Warschau“. Am 3. September 1940 wurde sie in „Leichte Panzerkompanie Ost“ umbenannt. Im Februar 1941 wurde sie mit zehn TKS (p) zur Truppenausbildung nach Radom verlegt. Über das Schicksal der Einheit gibt es keine weiteren Informationen.
In der Regel wurde die Bewaffnung der deutschen Tanketten durch Standard 7,92 mm MG 15 oder MG 34 in den original polnischen Kugellafetten ersetzt. In einigen Fällen wurde die Lafette entfernt und durch eine flache Platte mit einem Sichtschlitz und einem einfachen Schießscharten Loch ersetzt. Standardmäßig waren sie auch mit nicht abgedeckten Doppelscheinwerfern auf den Kotflügeln ausgestattet. In der Regel führten die erbeuteten Tanketten keine Werkzeuge auf der Frontplatte mit.
Die erbeuteten Tanketten wurden in Dunkelgrau umlackiert. Nach 1943 konnten sie in einer deutschen Dreifarbtarnung (olivgrün und rotbraun auf dunkelgelbem Grund) getarnt werden, oder sie wurden einfach dunkelgelb gestrichen. Im Winter, vor allem in Skandinavien, wurde der weiße Tarnanstrich verwendet. Sie trugen das deutsche Balkenkreuz in verschiedenen Größen und an verschiedenen Stellen. Zunächst trugen sie 1939 weiße Balkenkreuze (oft zunächst provisorisch mit der Hand gemalt), dann schwarz-weiße Kreuze, entsprechend einer Änderung der deutschen Kennzeichnung im Jahr 1940.

### TKS in der ungarischen Armee
Bis zu 20 polnische Tanketten, darunter vier TKS mit 20-mm-Kanonen, wurden im September 1939 mit der 10. Kavallerie-Brigade nach Ungarn abgezogen, wo sie interniert und anschließend von der ungarischen Regierung übernommen wurden. Schließlich wurden neun TK-3 und sieben TKS von der ungarischen Armee in Dienst gestellt (ein Teil der TK-3 war eigentlich eine TKF-Variante mit neuerem Motor und Fahrwerk). Sie wurden für Ausbildungs- und Hilfsaufgaben eingesetzt. Sie wurden in Radfahrerbataillonen eingesetzt und zusammen mit italienischen 35M Ansaldo im Kampf gegen jugoslawische Partisanen eingesetzt. Von den ungarischen Fahrzeugen sind keine Fotos bekannt.
Die Ungarn wiesen den Tanketten Nummern aus dem Bereich 1H-381 – 1H-399 zu. In Klammern wird die polnischen Zulassungsnummer mit angegeben:
1H-381 (W04-107), 1H-383 (W03-893), 1H-386 (W03-386), 1H-387 (W03-246), 1H-389 (W03-292), 1H-391 (W03-586), 1H-392 (W02-754).

### TKS in der US-Armee
Eine Tankette TKS wurde durch amerikanischen Truppen 1944 erbeutet. Ein weiterer Einsatz durch die amerikanischen Streitkräfte konnte nicht nachgewiesen werden.

## Erhaltene Exemplare
Nach dem Zweiten Weltkrieg überlebte eine kleine Anzahl verschiedener Versionen der TKS-Tanketten in polnischen und ausländischen Sammlungen:
- Das Museum der polnischen Armee in Warschau besitzt ein Exemplar des TKS, das am 20. Oktober 2003 durch das schwedische Armeemuseum in Stockholm gestiftet wurde. Zuvor befand sich das Fahrzeug in der Sammlung des Panzerwaffenmuseum in Axvall. Das Fahrzeug wurde teilweise zerlegt und die obere Panzerung musste rekonstruiert werden. Er ist aus eigener Kraft verkehrstauglich und verschiedene Ausrüstungsgegenstände wurden in mühevoller Kleinarbeit rekonstruiert. Die Panzerung wurde bei der Ursus-Fabrik in Warschau rekonstruiert, während die Rekonstruktion des Motors, des Fahrwerks und des Bremssystems in der Werkstatt von Herrn Zbigniew Nowosielski restauriert wurden. Das Fahrzeug ist derzeit voll funktionsfähig.
- Ein Exemplar einer TKS-Tankette ist im Besitz des Sammlers Jacek Kopczyński aus Łódź. Sie wurde aus Norwegen importiert. Dieses hat die Chassis Nummer 1623.
- Ein weiteres Exemplar der TKS-Tankette kam als Geschenk der norwegischen Regierung nach Polen zurück. Nach der Restaurierung in der Fabrik von Artur Zys in Plawce wird er im Museum für Panzerwaffen in Poznań ausgestellt.
- Es gibt auch ein Exemplar einer TKS-Tankette außerhalb Polens im Kubinka-Panzermuseum in Russland, welches die Chassis Nummer 1720 besitzt.

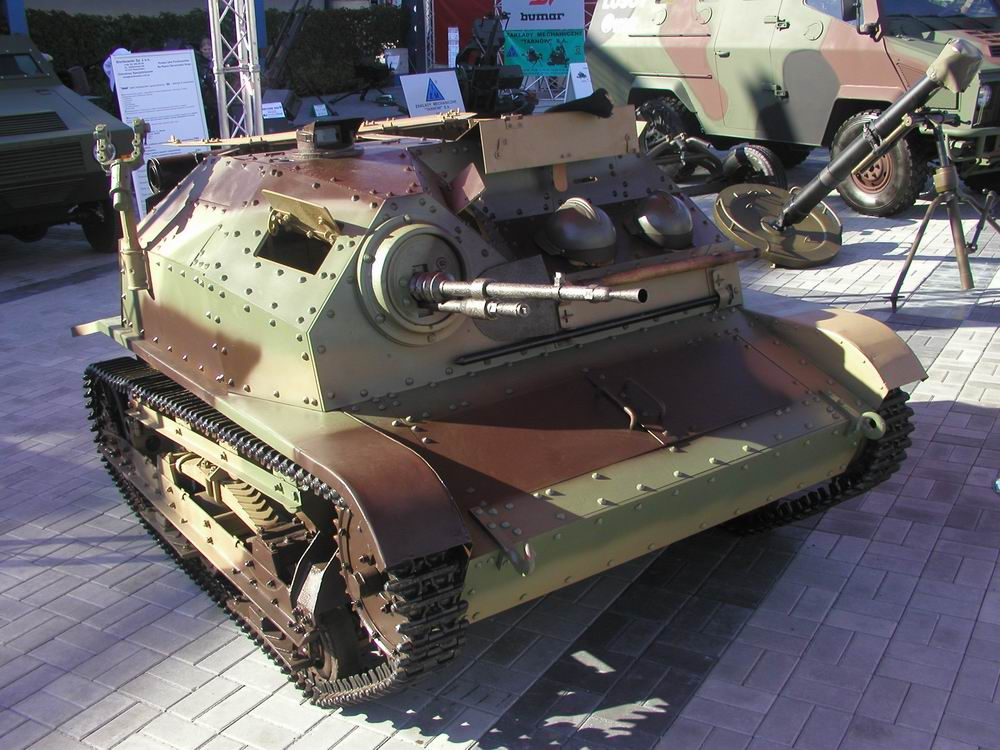
Eine restaurierte, originale TKS-Tankette.
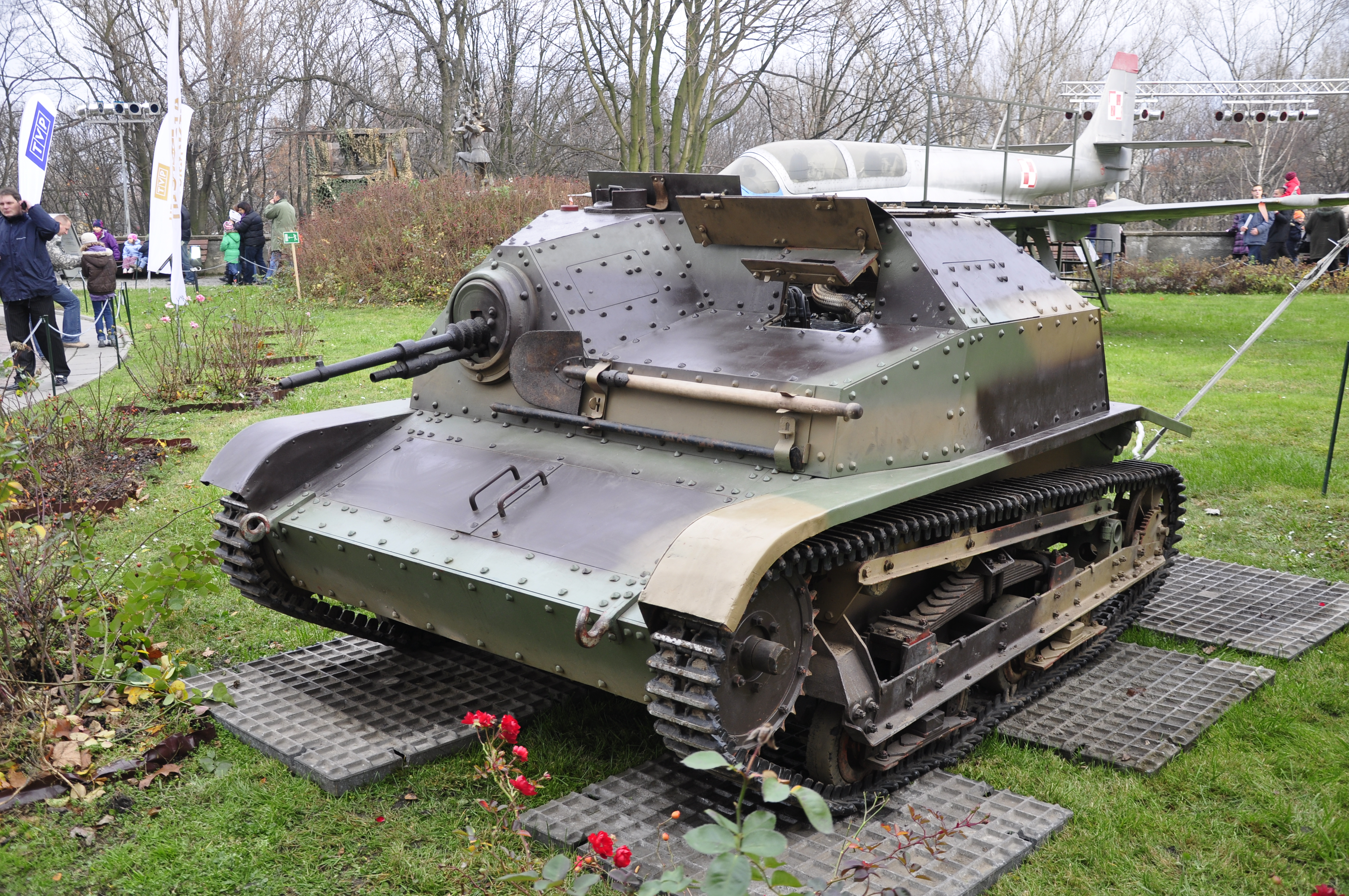
TKS im Museum der polnischen Armee in Warschau.
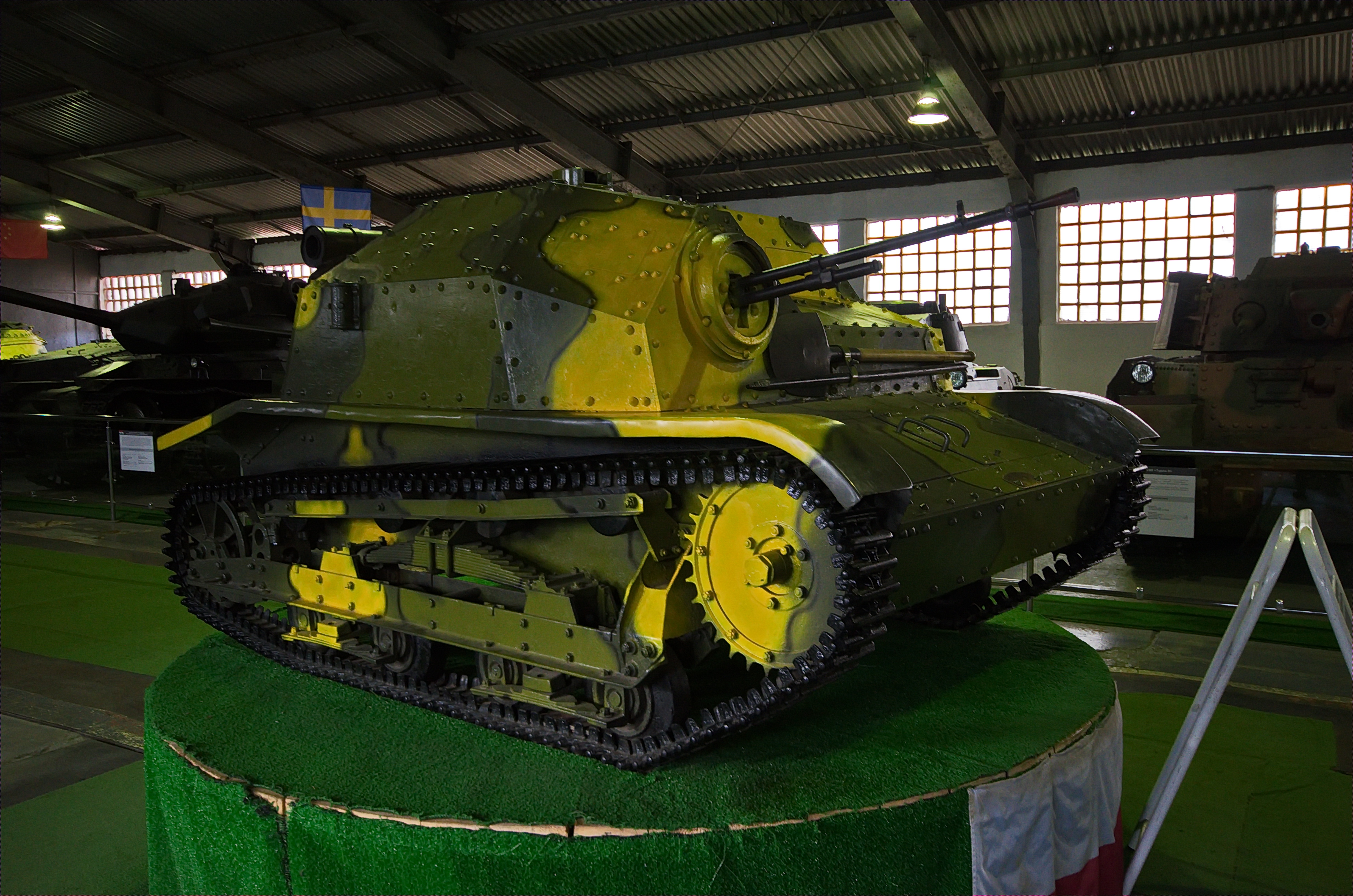
Original TKS-Tankette im Panzermuseum Kubinka in Russland.

## Film
- In einer Folge der polnischen Dokumentarserie über Militärtechnik mit dem Titel „Magazynek“ waren einige TKS zu sehen.
- 1973 wurden einige TKS in dem polnischen Kriegsfilm „Zasieki“ (deutsch: Verstrickungen) nach der Kurzgeschichte von Janusz Przymanowski gezeigt.
- TKS-Tanketten wurden in zwei Episoden einer TVP-Dokumentationssendung mit dem Titel „Vergangen, nicht vergangen – Chronik eines Geschichtsforschers“ gezeigt. Diese wurden am 31. Januar 2009 und 14. Februar 2009 ausgestrahlt.